# Dobromir, Serbia
Dobromir (Добромир) este un sat situat în partea central-sudică a Serbiei. Aparține de comuna Kruševac. La recensământul din 2002 înregistra o populație de 131 locuitori.